# Дело Пикарда — Эпперсона

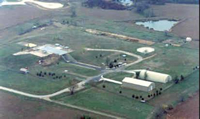
Бывшая ракетная шахта в Канзасе

Дело Пикарда — Эпперсона — громкое уголовное дело о крупнейшем в истории нелегальном производстве ЛСД. В 2000 году наркоторговцы Пикард и Эпперсон были арестованы полицией при попытке перевозки оборудования лаборатории по производству наркотиков, развёрнутой в бывшей шахте по запуску ракет Atlas E рядом с городом Вомиго в Канзасе. Шахта принадлежала одному из соучастников — Гордону Скиннеру, сотрудничавшему с Управлением по борьбе с наркотиками. По оценкам Правительства США, после ареста Пикарда и Эпперсона доступность ЛСД в США снизилась на 90 %.

## Уильям Пикард

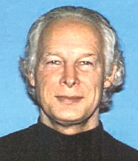
Уильям Пикард

Уильям Леонард Пикард (William Leonard Pickard) родился 21 октября 1945 года в Милл-Вэлли в обеспеченной семье, его отец был юристом, а мать — экспертом по грибковым заболеваниям. Являлся стипендиатом Принстонского университета, но был отчислен после первого семестра, позднее окончил Университет Пердью. В 1971 году устроился на работу в качестве научного руководителя в отдел бактериологии и иммунологии в Калифорнийском университете в Беркли, эту должность занимал до 1974 года, после чего в его академической карьере начинается двадцатилетний пробел.
В декабре 1988 года сосед сообщил о странном химическом запахе, исходившем из архитектурного магазина в Маунтин-Вью. Федеральные агенты прибыли туда и обнаружили 200 тысяч доз ЛСД, и арестовали находившегося в помещении склада Пикарда. Лаборатория находилась внутри прицепа, который был размещён на складе, в нём находилось современное оборудование, в том числе ротационный испаритель, колбонагреватель и таблетпресс. Пикард был обвинён в производстве ЛСД и осуждён на пять лет. Во время отбывания тюремного срока стал буддистом.
К 1994 году Пикард был зачислен в Гарвардский институт государственного управления имени Джона Кеннеди. Там он сосредоточил своё внимание на проблеме злоупотребления наркотиками в бывшем Советском Союзе, где, как он полагал, процветает чёрный рынок и много безработных химиков могут привести к наводнению рынка наркотиков. Вплоть до ареста в 2000 году работал заместителем директора программы по исследованию наркотиков Калифорнийского университета в Лос-Анджелесе.
В 2003 году приговорён к двум пожизненным срокам, по состоянию на 2015 год Пикард отбывал наказание в тюрьме в Тусоне. В 2020 был освобождён после отбывания 20-летнего срока.

## Клайд Эпперсон

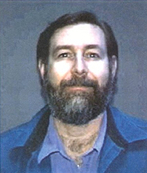
Клайд Эпперсон

Клайд Эпперсон (Clyde Apperson) родился в 1955 году. В отличие от Пикарда, до ареста в 2000 году не привлекался к уголовной ответственности. Хотя и был осужден по тем же обвинениям, что и Пикард, Эпперсон не синтезировал ЛСД, лишь будучи опытным химиком-практиком он в основном занимался развёртыванием и сворачиванием лаборатории: за развёртывание лаборатории в новом месте он получал $100 тыс., а за сворачивание старой — $50 тыс. (сворачивание требовалось, когда арендодатель хотел взглянуть на своё имущество или по подобным причинам). Эпперсон, тем не менее, занимался синтезом мескалина. Когда власти обыскали его дом в калифорнийском Саннивейле, там обнаружили пять бочек прекурсоров для мескалина.
Осуждён в 2003 году сроком на 30 лет, вышел досрочно из тюрьмы в ноябре 2013 года.

## Лаборатория
В 1990-е годы после отбывания первого срока Пикард организовал передвижную лабораторию по производству ЛСД, прибегая к услугам Эпперсона. На одном месте лаборатория задерживалась не более двух лет, чтобы не привлекать к себе внимания — в начале 1996 года она была расположена в Орегоне, в конце 1996 года её переместили в Аспен в штате Колорадо, с сентября 1997 по сентябрь 1999 года лаборатория была расположена в Санта-Фе. Пикарду нравилось местоположение Санта-Фе по ряду причин: накладные расходы были ниже, и источник прекурсора был ближе. Пикард и Эпперсон стали работать со Скиннером в феврале 1998 года. Одним из главных покупателей ЛСД был человек по имени «Аль Петалума» из калифорнийского города Петалума. Пикард всегда организовывал доставку ЛСД в район Денвера или Боулдера таким образом, чтобы «Аль Петалума» не узнал, где находится лаборатория. Большинство клиентов «Аль Петалумы» находились за пределами США — в Европе и Канаде.

## Арест в Вомиго

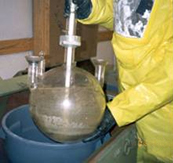
Изъятая круглодонная колба

Пикард и Эпперсон были арестованы при перевозе лаборатории из бывшей шахты для Atlas-E, притом в шахте ни разу не синтезировали ЛСД. Лаборатория была перемещена туда без их ведома сообщником и правительственным информатором Гордоном Скиннером; когда Пикард и Эпперсон об этом узнали, они сразу же начали подготовку к перебазированию лаборатории. Скиннер обеспечил допуск агентов спецслужб в лабораторию, на основании осмотра они обратились за ордером на обыск, который впоследствии был подписан федеральным судьёй. Оборудование перевозил Эпперсон в грузовике, Пикард следовал за ним на легковой машине, для поддержания контакта сообщники использовали рации. Сотрудники Управления по борьбе с наркотиками двигались в машине местной автоинспекции, при задержании группы Пикард скрылся в лесу, и был схвачен лишь на следующий день.
Власти нашли менее шести унций сырья во время обыска, однако, по утверждению спецслужб, преступники производили по килограмму ЛСД каждые пять недель. Скиннер и Пикард снабжали «Аль Петалуму» ЛСД по цене около $3 млн за килограмм.
В 2003 году Эпперсон и Пикард судом были признаны виновными в преступном сговоре с целью изготовления и распространения десяти грамм или более смеси или вещества, содержащего определяемое количество диэтиламида d-лизергиновой кислоты, Пикард получил два пожизненных срока, а Эпперсон — 30 лет лишения свободы. Гордон Скиннер в сентябре 2003 года был арестован по другим обвинениям — за нападение с применением опасного оружия (иглы для подкожных инъекций) и похищении человека, за что был осуждён к пожизненному заключению.